# Pseudocladochonus hicksoni
Pseudocladochonus hicksoni är en korallart som beskrevs av W. Versluys 1907. Pseudocladochonus hicksoni ingår i släktet Pseudocladochonus och familjen Clavulariidae. Inga underarter finns listade i Catalogue of Life.